# شانه‌آرواره‌واران
شانه‌آرواره‌واران(نام علمی: Ctenochasmatoidea) نام یک بالاخانواده از زیرراسته بال‌انگشتی‌سانان است.